# Троянски манастир
Троянският манастир „Успение Богородично“ е ставропигиален манастир на Българската православна църква, основан не по-късно от края на XVI век.

## Местоположение
Манастирът, който е трети по големина в България, е разположен живописно на брега на река Черни Осъм, в село Орешак, на 10 km от Троян.

## История
Основан е около 1600 година (игумен Калистрат), възможно и преди това. Преданието говори за монаси от Атон, които отиват във Влашко със светинята на манастира – чудотворната икона на Богородица Троеручица, която е копие на старата чудотворна икона в Хилендарския манастир (XIV век). Троянският манастир бързо се разраства. Много скоро са издигнати дървена църква, посветена на Рождество Богородично, монашеско жилищно крило и малка гостоприемница. Не след дълго обаче, по времето на игумена Калистрий от Ловеч, манастирът е разгромен от турска банда. Самият игумен е посечен.
През първата половина на XVIII век манастирът отново се разраства и замогва икономически. По това време в него започва да функционира и килийно училище, което след 1765 година, когато е поето от даскал Никола Върбанов, става все по-известно. По същото време игуменът Христофор, родом от Сопот, осъществява първите по-големи строежи в манастира. Той издига някои нови сгради и стяга дървената църква, а в 1771 година изгражда и водоснабдяването му. Около 1780 година един друг сопотчанин – игуменът Пахомий организира изграждането на нова, вече каменна съборна църква.
В един манастирски летопис, съставен през 1835 година е отбелязано: „Начало битието на Троянската обител бе подир много години откакто падна българското царство. Яви се един монах, българин, неизвестен под име. Дойде неизвестно от коя покрайнина, засели се в пустинята планинска заедно с единствения си ученик. И като съгради за себе си една проста хижа и като пребиваваше в нея не малко години, той стана известен на простия народ в този край.“
В началото на XIX век манастирът е вече доста голям. Жилищните корпуси, които обграждали двора са двуетажни и дори триетажни – нещо изключително рядко за епохата. В северозападния ъгъл има жилищно-отбранителна кула. Повечето от тези сгради са построени от Паисий, който след 1785 година е игумен в продължение на цели 32 години. Негово дело е и изграждането в края на XVIII век на манастирския скит „Свети Николай Чудотворец“, източно от манастира. Един от следващите игумени – Партений издига в 1820 година нов ограден зид, но видинският Дервиш паша го обвинява, че гради крепост в помощ на Ипсиланти и той е хвърлен в Ловешкия затвор за няколко месеца. На 4 декември 1830 година след продължителни постъпки от страна на клира Троянският манастир е признат за ставропигиален, пряко подчинен на Цариградската патриаршия.
В 1832 година Партений изгражда нов, втори скит „Свети Йоан Предтеча“, получил и името „Зелениковец“ от местността, където е издигнат. Още през същата година са събрани дарения и за построяване на нова съборна църква. Главни дарители са х. Петър Балюв от Троян, Спас Маринов, Стоян Чалъкоглу Бейликчи от Копривщица, х. Михаил от Тетевен и Пенчо Попович от Трявна. Султанският ферман за този градеж е издействан с помощта на Стоян Бейликчи едва през март 1835 година. Съборната църква е построена на мястото на по-стар храм от известния възрожденски строител Константин от Пещера. Тя е осветена на 6 август 1835 г. от митрополит Иларион Търновски в чест на Успението на Пресвета Богородица. През 1847 – 1848 година тя е украсена със стенописи от Захарий Зограф, който оставя на северната вътрешна стена в църквата ктиторски портрети и своя автопортрет, както и композицията Колело на живота върху северната външна стена. В началото на ХХ век тя е прерисувана от казанлъшкия художник Петко Ганин. Строителството е върху терен, намиращ се на около двадесет метра северно от старата църква, в зоната на манастирското гробище. Затова в субструкцията на сградата, под олтарния тракт е оформено засводено костохранилище.
Пететажната манастирска кула със звънарница е дело на майстор Иван (Йонко) Стойнов Камбуров от Млечево (1866 г.). Съборените ѝ части (1898 г.) са реставрирани през 1987 г. Жилищните корпуси на Троянския манастир са изградени от дърво във възрожденски стил.
Васил Левски основава тук частен революционен комитет. Манастирът не участва пряко в Априлското въстание, защото в него са настанени турски части. По време на Руско-турската война 1877 – 1878 г. монасите и околното население подпомагат отряда на генерал Павел Карцов при прехода на Балкана.

## Погребани
- Патриарх Максим I Български, погребан в църквата „Успение Богородично“.[1]

## Скитове на Троянския манастир
Троянският манастир има два подчинени скита – „Свети Никола“ (основан 1785 г. и разположен на около 1 km югоизточно от манастира, на западния склон на връх Иван (1046 м)) и „Свети Йоан Предтеча“ (основан през 1832 г., разположен на около 8 km югоизточно от манастира, в местността Зелениковец).

## Изтъкнати монаси, пребивавали в Троянския манастир
- Свети Онуфрий Габровски (1786 – 1818)
- арх. Йосиф Соколски (1786 – 1879)
- йеромонах Агапий (неизв. – неизв.) – помощник на арх. Йосиф Соколски в основаване на Габровски соколски манастир
- епископ Харитон Драговитийски (1880 – 1958)
- митрополит Софроний Доростолски и Червенски (1897 – 1995)
- йеросхимонах Пахомий Зографски (1922 – 2008) – библиотекар на Зогорафския манастир „Св. вмч. Георги“, Света гора, Атон
- епископ Теодосий Деволски (1934 – 2017)

## Монаси, погребани в Троянския манастир
- йеромонах Давид (26.10.1846 – 14.01.1909) – игумен на манастира
- йеромонах Кирил Данов (1847 – 1907) – проигумен на манастира
- арх. Климент Коевски (1881 – 17.03.1960), игумен на манастира (1909 – 1954)
- протойерей свещеник Стефан П. Димитров (1834 – 06.05.1922)
- йеромонах Борис Минковски (? – 1881) от с. Велбево
- монах Самуил (? – 1889)
- монах Александър (1866 – 1959), роден в Тулча с името в мирския живот Петър Александър Сивков, девиз: „Дълг, труд и себеотрицание“
- монах Антоний (1920 – 1997)
- йеромонах Сава (29.03.1933 – 31.10.1998)
- архимандрит Макарий (1908 – 1971), игумен на манастира (1955 – 1971)
- архимандрит Филарет (1886 – 1973)
- архимандрит Августин (1952 – 2014)
- архимандрит Данаил (1911 – 1989), роден в Банско
- йеромонах Корнилий (1906 – 1980)
- монах хаджи Тиодосия (1874 – 05.02.1954)
- архимандрит Климент Кинов (12.11.1907 – 20.03.1969), роден в с.Орешака, игумен на Троянската Света Обител 1952 – 1964 и на Бачковската Света Обител 1964 – 1968.
- архимандрит Климент Янев (? – 1957)
- архимандрит Йосиф Ст. Божков (1882 – 1957)
- Бранишки епископ Максим (1882 – 13.02.1948), роден с. Дебнево, Троянско
- йеромонах Николай (1912 – 1945), роден в с. Дерманци
- монах Прохор (1908 – 1989)
- архимандирт Йоаким (06.01.1938 – 27.01.2006)
- йеромонах Методий (1867 – 1908), роден в с. Колибито
- архимандрит Макарий (1831 – 1906)
- монах Сергий (22.10.1896 – 28.11.1963), роден в Айтос
- йеромонах Антим (1908 – 1982)
- йеромонах Кирил Найденов Койновски (01.04.1931 – 14.02.1979)
- архимандрит Партений (1848 – 16.06.1923)
- архимандрит Йосиф Минков Генков (1905 – 1976)
- архимандрит Ефтимий Пенков (03.11.1807 – 16.02.1976), роден в с. Велчево
- монахиня хаджи Варвара Василева (1859 – 13.06.1931), родена в с. Кръвеник, Севлиевско
- монахиня Антония (1878 – ?)
- монахиня Макрина Калчева (1941 – 20.11.1926)
- Стоян Дацин (1833 – 21.06.1893) и съпругата му Пена (1834 – 10.01.1924)
- Васил Ал. Сивков (24.08.1874 – 27.10.1964), роден в Тулча
- Анна Христова Тотева (1878 – 12.12.1942), родена в с. Хирево, Севлиевско
- Мичо Тодоров Мичев (1910 – 13.06.1948), домакин на манастира
- архимандрит Августин (26 април 1952 – 29 април 2014).

## Галерия
- Троянският манастир, 1876 г.
- Троянският манастир
- Църквата „Св. Богородица“ в Троянския манастир
- Чудотворната икона на Пресвета Богородица (Троеручица), намираща се в Троянския манастир
- Стенописи по църквата „Св. Богородица“